# Poselský rybník
Poselský rybník se nachází mezi vesnicí Obora a městem Doksy, v okrese Česká Lípa. V jihovýchodním sousedství rybníka leží malý lesní Mariánský rybník. Oba společně s okolními rybníky patří do dokeské či jestřebské soustavy rybníků.

## Popis
Poselský a Mariánský rybník obklopují rozsáhlé mokřadní a rašelinné biotopy. V nejbližším okolí jsou hojné i kvartérní sedimenty organogenního původu, v okolí Mariánského rybníka jsou vyvinuty sloje přechodové až slatinné rašeliny. Plošně převládají sedimenty svrchní křídy, z velké části pískovce. V období turon – coniak se zde usazovaly i jílovce a slínovce. Příslušný geomorfologický okrsek je Jestřebská kotlina.

## Reliéf
Je to mělká pramenná sníženina v nadmořské výšce 275–283 m v celkově plochém reliéfu, pouze na východě mírně se zvedajícím do pískovcové pahorkatiny. Širší okolí je výrazně ovlivněno třetihorními vulkanity. Výrazné tvary pískovce byly ovlivněny denudací, mnohé z nich jsou prokřemenělé nebo prostoupené železitými inkrustacemi.

## Poselský rybník
Poselský rybník slouží k relativně extenzivnímu chovu ryb. Na západním okraji a v jižní části u přítoku jsou rozsáhlé zrašelinělé plochy. Plocha volné hladiny je cca 51 ha (jiný zdroj uvádí 14,6 ha, což odpovídá realitě). Na severním břehu je situován rozlehlý rekreační areál Poslův Mlýn.

## Mariánský rybník
Mariánský rybník o rozměrech 250x50 m, s volnou vodní hladinou 50x50 m u výpusti, je obklopen borovým lesem, zarostlý rákosem. V přítokové části přechází do rašeliniště, které má podobu dvou ramen ve tvaru podkovy o rozměrech 150x50 a 100x50 m, s odvodňovacími příkopy odvádějícími vodu do rybníka.

## Ekologie
Poselský rybník společně s Mariánským rybníkem představují botanicky i zoologicky cennou lokalitu. Je zde výskyt řady zvláště chráněných druhů rostlin a živočichů. Je to jedna z mála lokalit vážky jasnoskvrnné v Libereckém kraji a jedna z mála lokalit vrkoče bažinného v Česku. Je to významné hnízdiště vodního ptactva.
Oba rybníky tvoří evropsky významnou lokalitou s kódem CZ0514669 (rozloha lokality 79,6 ha) v soustavě Natura 2000 a nacházejí se v rozšířené CHKO Kokořínsko – Máchův kraj.

## Vodní režim
Poselský rybník je napájen Robečským potokem a několika dalšími menšími přítoky (např. Zbynská strouha). Na jihovýchodním přítoku leží nejprve právě Mariánský rybník.

## Fotogalerie

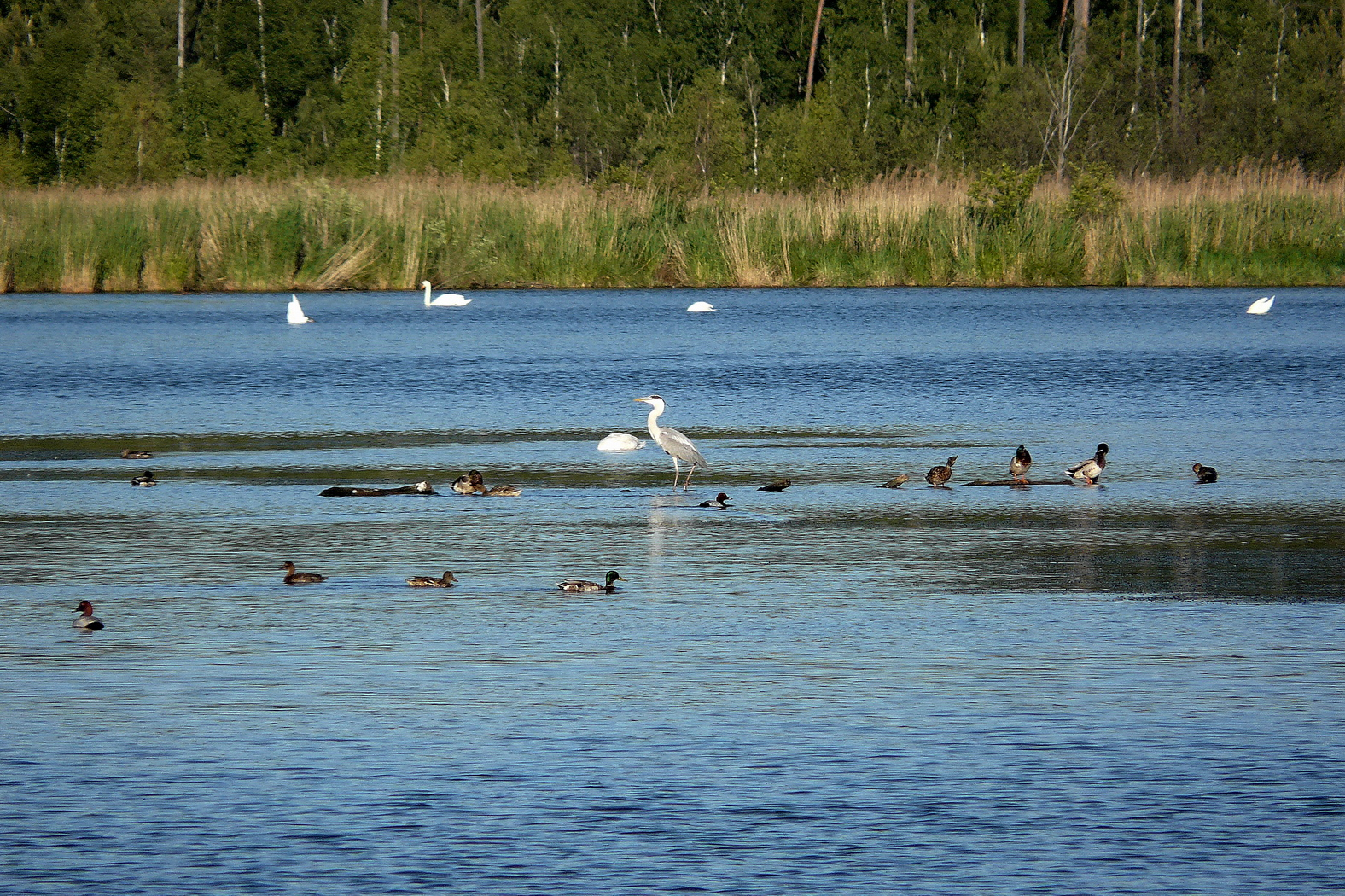
Vodní ptactvo na Poselském rybníku
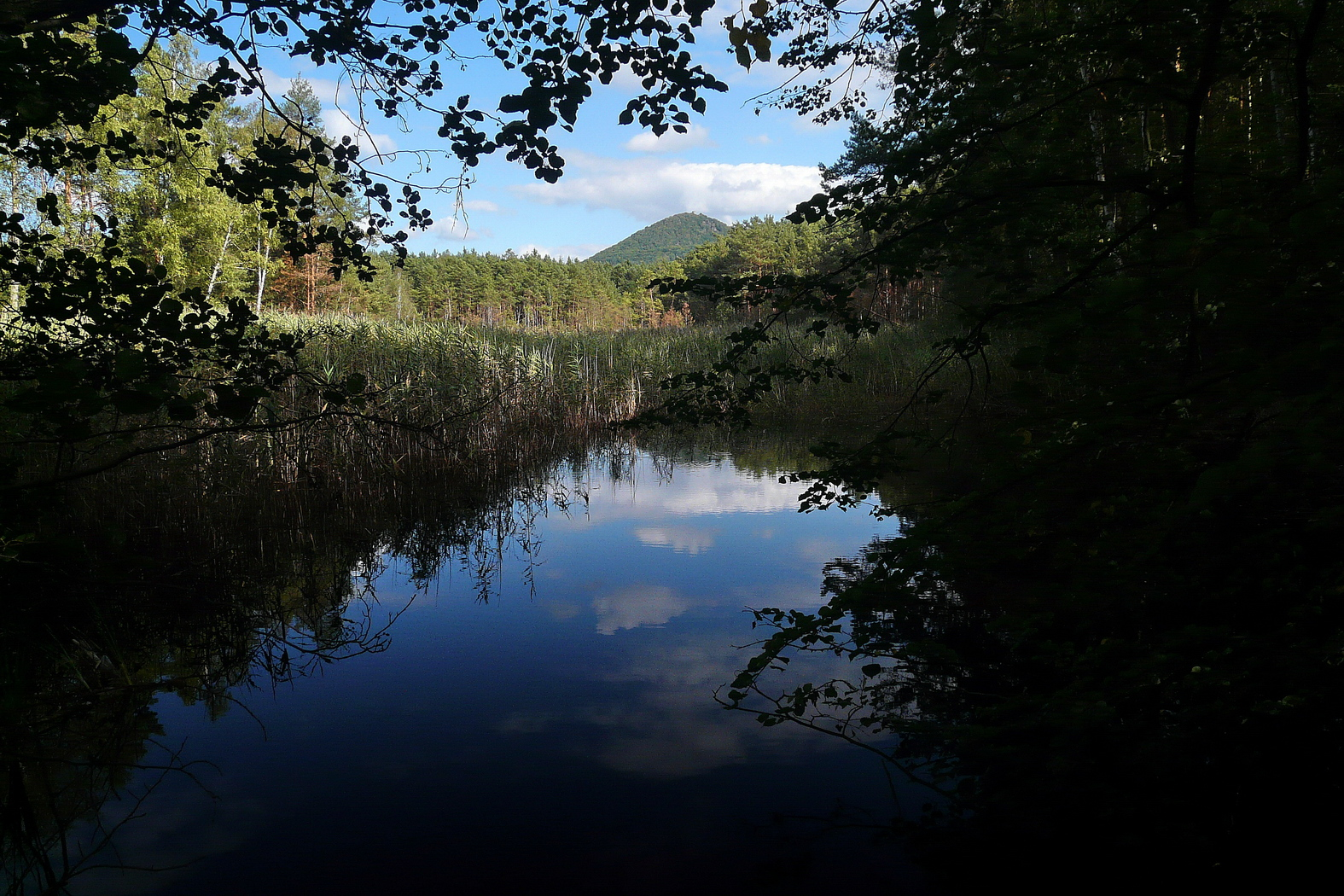
Mariánský rybník a Malý Bezděz
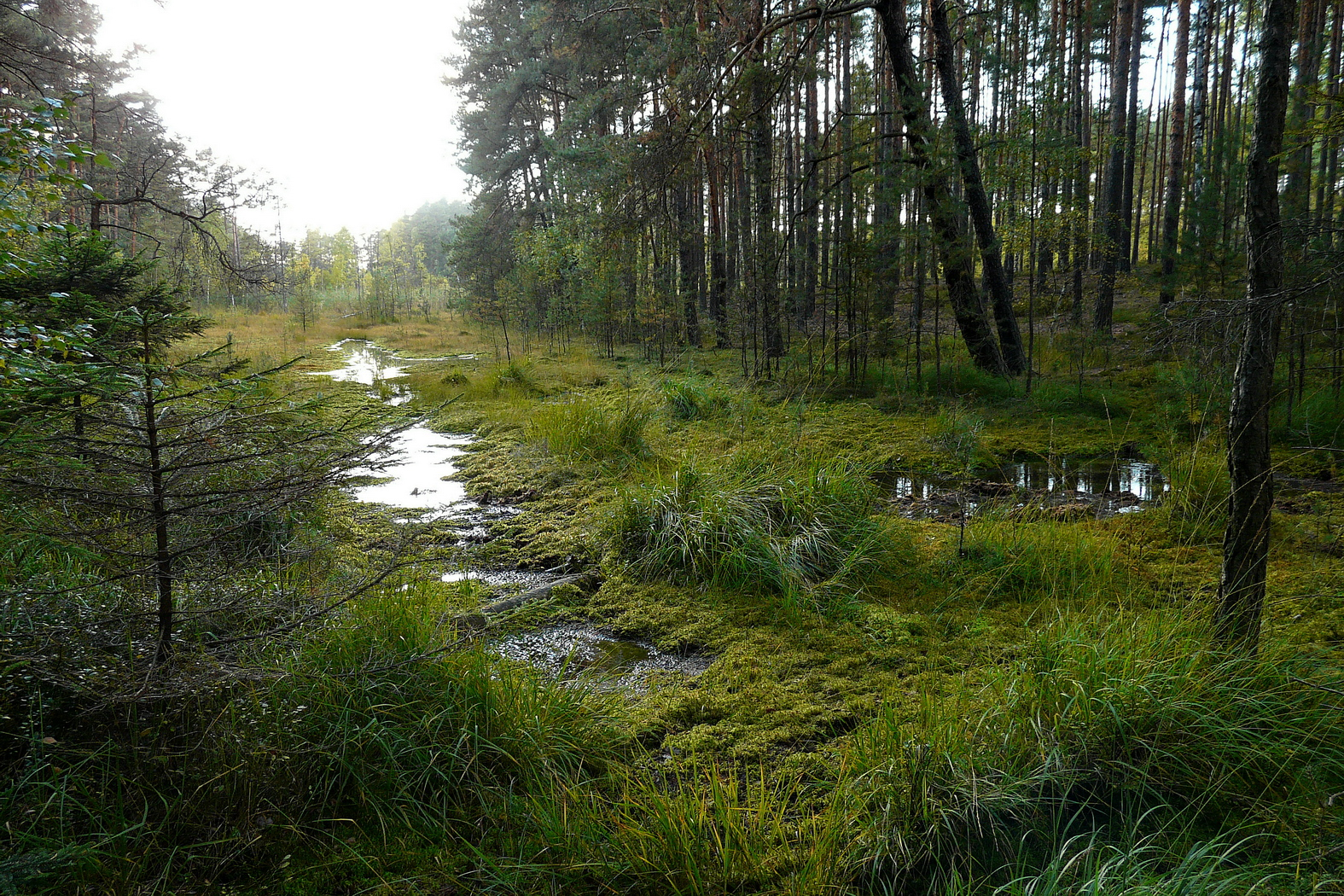
Jižní pramenné rameno Mariánského rybníka